# راز کوچک ما (فیلم)
راز کوچک ما (به انگلیسی: Our Little Secret) فیلمی محصول سال ۲۰۲۴ و به کارگردانی استیون هرک است. در این فیلم بازیگرانی همچون لیندزی لوهان، ایان هاردینگ، تیم مدوز، جان رودنیتسکی، هنری چرنی، جودی ریس، کریس پارنل، کریستن چنووس، دن بوکاتینسکی و بابی ایکز ایفای نقش کرده‌اند.